# Niger Air Base 201

i7
i11
i13

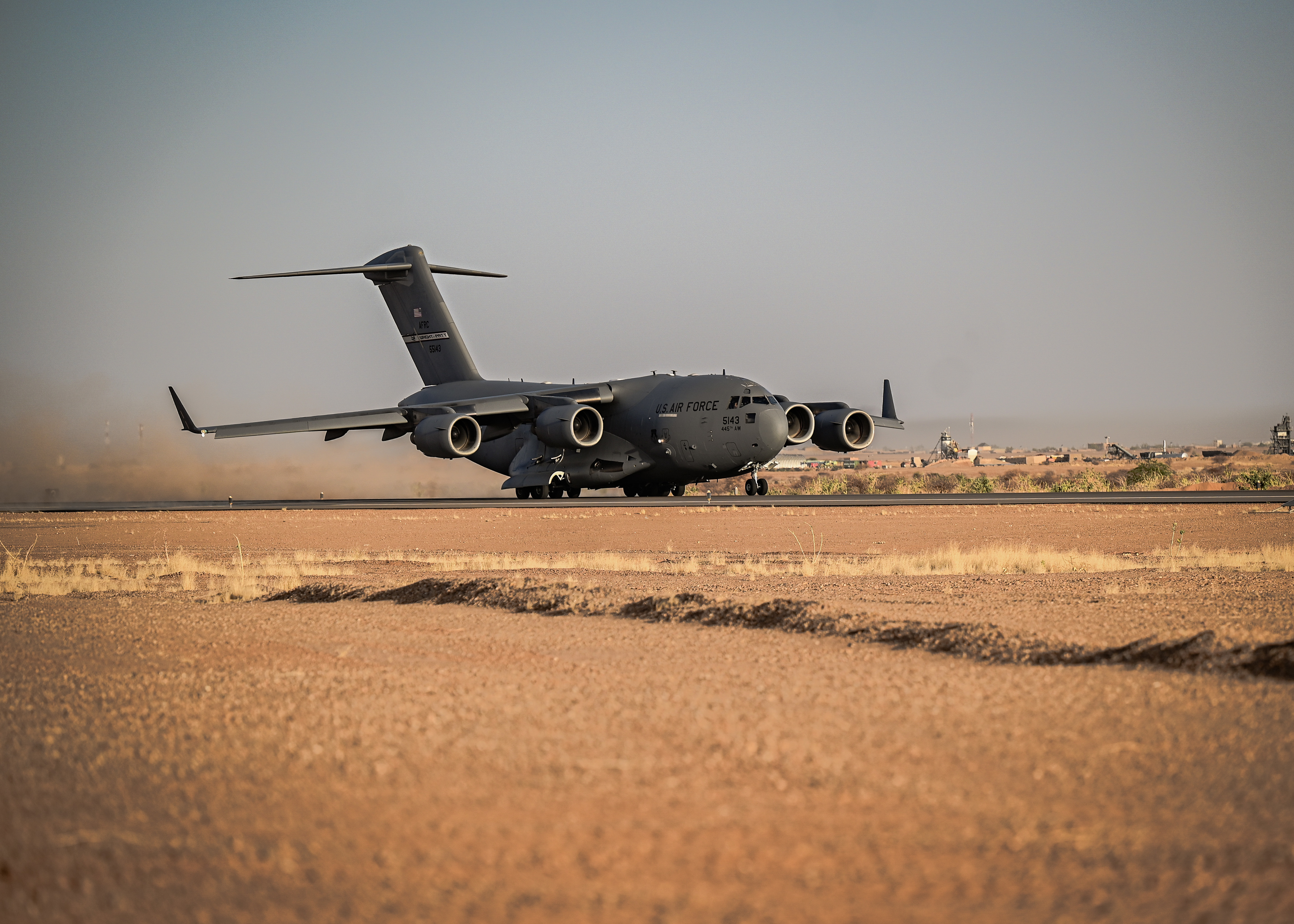
Auf der Air Base 201 in Niger, eine Boeing C-17 Globemaster III (2021)

Die Niger Air Base 201 ist ein Drohnenbasisstützpunkt der Vereinigten Staaten in der Nähe von Agadez, im Zentrum von Niger. Die Anlage ist seit November 2019 in Betrieb.

## Geschichte
Die Air Base 201 liegt etwa 5 km südöstlich von Agadez. Sie gehört zwar den Streitkräften Nigers, wurde aber von den Vereinigten Staaten gebaut und finanziert. Die Kosten betrugen über 100 Mio. US-Dollar. Betrieben wird die Drohnenbasis von den US-Streitkräften. Der US-Kongress genehmigte in seinem im November 2015 verabschiedeten Verteidigungshaushalt einen Antrag auf 50 Millionen US-Dollar für die Basis. Anlass waren Anti-Terror-Operationen gegen eine Vielzahl islamistischer Gruppen in der Region. Niger war seinerzeit das einzige Land in der Region, das bereit war, MQ-9-Reaper-Drohnen zu stationieren, die damals bereits auf einem Militärstützpunkt der Französischen Streitkräfte stationiert waren, den US-Streitkräfte in der Hauptstadt von Niger in Niamey mit diesen teilten.
Ausgelöst durch den Militärputsch in Niger 2023 ist die US-Drohnen-Basis außer Gefecht gesetzt. Durch die Sperrung des Luftraums dürfen vorerst bis zum 11. August keine Maschinen mehr von Niger aus fliegen. Am 15. September 2023 wurde bekannt, dass nach einer Einigung mit der nigrischen Militärführung die US-Amerikaner ihre Drohnen- und bemannten Flugzeugmissionen auf ihren zwei nigrischen Luftwaffenstützpunkten wieder aufnehmen. Im April 2024 wurde sich auf einen kompletten Abzug des amerikanischen Militärs geeinigt.